# Hemre II./Isi
Hemre,  auch Isi genannt, war ein bedeutender Beamter im Alten Ägypten zur Zeit der 6. Dynastie und trug viele wichtige Titel. Vor allem war Hemre Oberhaupt des 12. Oberägyptischen Gaues (Atfet; der Bergviper-Gau).
Hemre ist vor allem von seiner dekorierten Grabanlage in Deir el-Gebrawi (moderne Nummer N36) bekannt, wo auch seine Familienmitglieder dargestellt sind. Seine Gemahlin war eine Frau mit dem Namen Heft. Sein einzig bekannter Sohn hieß Cheteti.
Seine Grabanlage besteht aus einer Kultkapelle mit einem Raum, der vergleichsweise klein ist, was typisch für Grabanlagen am Ende der 6. Dynastie ist. Nur die Nordwand ist dekoriert. Hier sieht man Hemre, seine Gemahlin und ihren Sohn. Rechts von der Szene befindet sich eine Scheintür, auf der sich eine Opferformel mit Titeln des Hemre befindet.
Hemre II. war eventuell das letzte in Deir el-Gebrawi bestattete Oberhaupt des 12. Oberägyptischen Gaues.